# Narryer-Gneis-Terran
Das Narryer-Gneis-Terran ist ein sehr altes, aus dem Paläoarchaikum (Isuum) stammendes Krustensegment des westaustralischen Yilgarn-Kratons. Aus den im Terran gelegenen Jack Hills stammen die weltweit bisher ältesten bekannten Zirkone, deren radiometrische Alter bis 4404 Millionen Jahre BP zurückreichen. Im rund 3780 Millionen Jahre alten Manfred-Komplex beherbergt das Terran die ältesten Gesteine Australiens.

## Etymologie
Der Name des Terrans, engl. Narryer Gneiss Terrane oder Narryer Gneiss Complex, abgekürzt NGC, ist vom 514 Meter hohen Mount Narryer in Westaustralien abgeleitet.

## Beschreibung

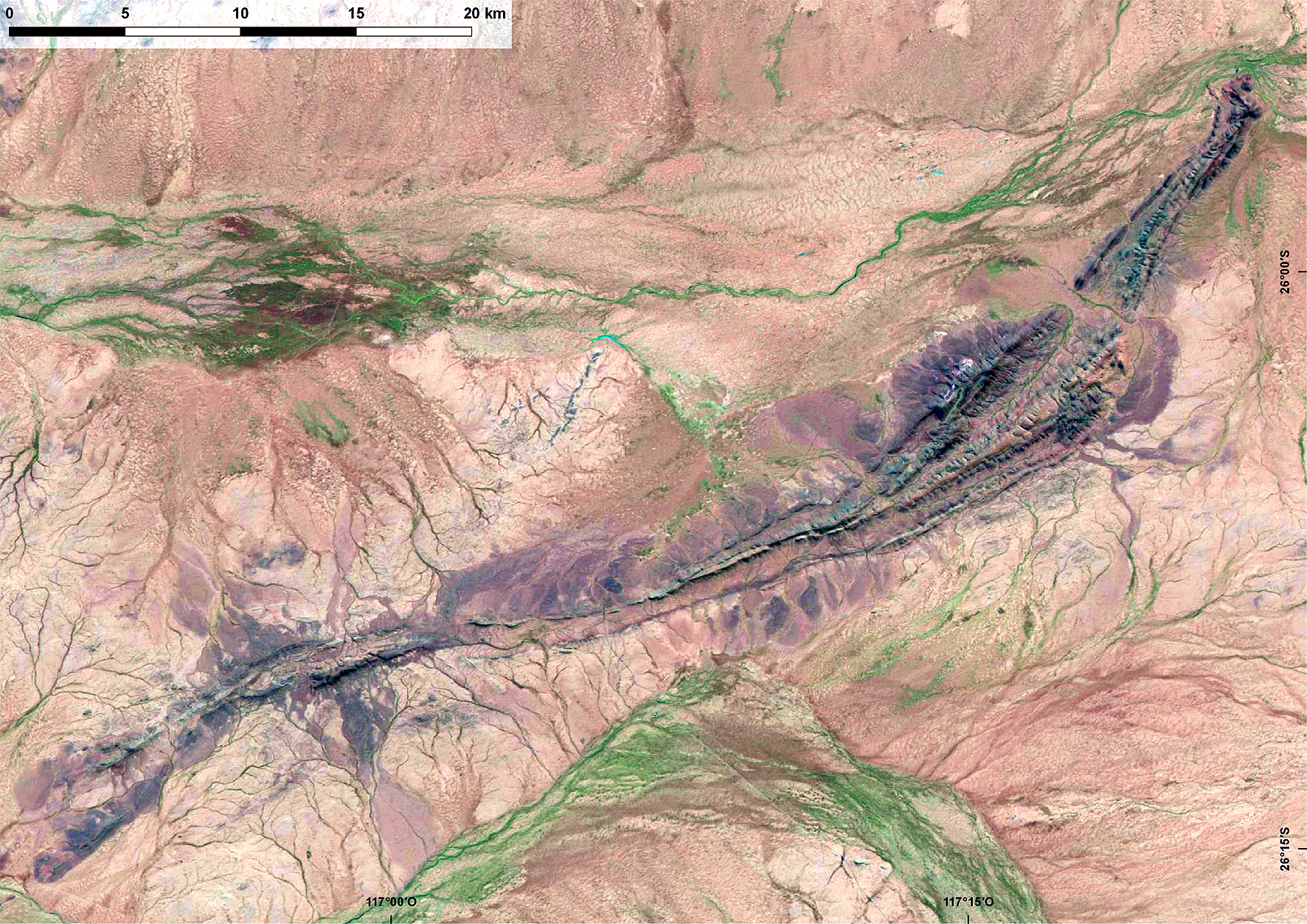
Satellitenbild der Jack Hills im Narryer-Gneis-Terran

Das Narryer-Gneis-Terran besteht aus Granitoiden, mafischen Intrusionen und suprakrustalen Metasedimenten. Es wurde mehrfach deformiert und metamorph überprägt. Die hochgradigen Metamorphose-Bedingungen erreichten die Amphibolit- und Granulitfazies. Dies führte zu einer oft vollständigen Zerstörung der ursprünglichen magmatischen und sedimentären Gefüge.
Die Gesteine des Narryer Gneis-Terrans sind alle älter als 3300 Millionen Jahre BP, mehrheitlich sogar älter als 3600 Millionen Jahre BP. Wie eingangs schon erwähnt konnten in den Jack Hills sehr alte Zirkone isoliert werden, die das Rekordalter von 4404 Millionen Jahren besitzen, ihr Altersspektrum bewegt sich aber überwiegend zwischen 3800 und 3600 Millionen Jahren BP.
Der Narryer-Gneis-Komplex liegt am Nordwestrand des Yilgarn-Kratons  und wird im Norden vom Gascoyne-Komplex, einem aus Metagraniten und Metasedimenten bestehenden, jüngeren Orogen, berührt.

## Geologischer Aufbau
Das Narryer-Gneis-Terran kann in vier Gesteinseinheiten unterteilt werden:
- Manfred-Komplex
- Meeberrie-Gneis
- Dugel-Gneis
- Unbezeichnete, leukokratische Gneise und Metasedimente.[4]

### Manfred-Komplex
Der Manfred-Komplex ist eine sehr reduzierte und diskontinuierliche Abfolge ultramafischer bis mafischer Kumulatgesteine, die in eine Matrix aus untereinander vermischten Dugel- und Meeberrie-Gneisen eingelagert sind. Bei den Gesteinen handelt es sich vorwiegend um Pyroxen-Gabbros und Amphibolite, seltener treten auch serpentinisierte Peridotite und Dunit auf, die gelegentliche Relikte magmatischen oder metamorphen Olivins führen.
Der Manfred-Komplex liegt boudinisiert vor, wobei die Größenordnung der individuellen Boudins je nach struktureller Lage (innerhalb von Anti- und Synklinalen) vom Zentimeter- bis zum Hundertmeterbereich variieren kann. Im Gebiet des Mount Narryer wird angenommen, dass die Kumulatsgesteine des Manfred-Komplexes schichtparallel eindrangen und anschließend zerschert wurden.
Der Manfred-Komplex kann somit als eine paläoarchaische, mafische bis ultramafische Layered intrusion interpretiert werden, die später in ihrem ursprünglichen Verband gestört wurde. Dies hatte nur zum Teil tektonische Ursachen, es bestehen nämlich auch Aufschlüsse, die seine Zerstückelung durch das schicht- oder lagergangartige Eindringen der Dugel- und Meeberrie-Gneise nahelegen.
Geochronologische Studien des Manfred-Komplexes haben mittels der Blei-Blei-Methode an Zirkonen ein Alter von 3730 Millionen Jahren BP erbracht. Dies ist das bisher höchste, allgemein anerkannte Alter für eine Lagenintrusion auf der Erde. Sie enthält die ältesten bekannten, magmatischen Gefüge und Mineralverbände und außerdem den bisher ältesten Anorthosit der Welt.

### Meeberrie-Gneis
Der Meeberrie-Gneis ist ein duktil verformter Bändergneis monzogranitischer Zusammensetzung. Das Ausgangsgestein wird als monzogranitische Lagergänge oder lopolithische Intrusionen gedeutet.
Der Gneis zeigt deutliche Bänderstruktur mit amphibolitfaziellen Lagen von Kalifeldspat und Quarz unterschiedlicher Korngröße. Das Gestein ist überwiegend sehr stark verformt, Druckschattenbereiche lassen jedoch ein reliktuelles, porphyrisches und auch ein gleichkörniges Gefüge erkennen.

### Dugel-Gneis
Der leukokrate, an Biotit und Muskovit verarmte Dugel-Gneis hat syenogranitische oder monzogranitische Zusammensetzung, die den Chemismus der ursprünglichen Ausgangsgesteine reflektiert. Im Gestein lässt sich metamorphe Bänderung erkennen, die sich als variable Korngröße ausdrückt. An seinen Randzonen ist der Dugel-Gneis sehr stark verformt. Das Gestein hat eine amphibolitfazielle, metamorphe Mineralogie bewahrt und wird von Pegmatitadern durchgehend durchsetzt.
In tektonisch nur wenig beanspruchten Abschnitten tritt der Dugel-Gneis als mittelkörniger, leukokrater, Kalifeldspat-Phänokristalle-führender Metagranit auf, der unter granulitfaziellen Bedingungen rekristallisiert wurde. Das Gestein hat ein fettiges Aussehen, das es geglühten (engl. annealed) Quarz- und Feldspatkristallen verdankt. Unter granulitfaziellen Bedingungen entstandene Leukosome durchqueren die metamorphe Bänderung und wurden später dynamisch verformt.
Es wird vermutet, dass der Dugel-Gneis in den älteren Meeberrie-Gneis lagenartig intrudierte, die meisten Kontaktbereiche sind aber leider duktil durch metamorphe Bänder oder Mylonitzonen überprägt worden.

### Metasedimente
Suprakrustale Metasedimente nehmen im Narryer-Gneis-Terran ungefähr 10 % der aufgeschlossenen Oberfläche ein. Sie sind uneinheitlich verformt, haben aber in ihrer Gesamtheit den Metamorphosegrad der Amphibolit-Fazies erreicht. Sie treten in schmalen Synklinal-Gürteln am Mount Narryer und an den Jack Hills auf. Die zwischen 2700 und 2600 Millionen Jahre BP ablaufende Metamorphose der Metasedimente erreichte in den Jack Hills Grünschiefer- bis Amphibolitfazies, wohingegen am Mount Narryer die Bedingungen der Granulitfazies verwirklicht wurden.
Am häufigsten sind unter den Metasedimenten Quarzite und Bändererze vertreten, untergeordnet kommen auch Gneise, Metakonglomerate und pelitische bis semipelitische Quarz-Muskovit-Schiefer vor. Am Mount Narryer sind nur Quarzite, Konglomerate und Pelite aufgeschlossen, wohingegen an den Jack Hills auch chemische Sedimente wie Chert und Bändererze hinzutreten.
Die Metakonglomerate sind vorwiegend monomikt, wobei die geaderten Gerölle aus Orthoquarzit bestehen; polymikte Varietäten sind ebenfalls zugegen. In Zonen niedrigen Verformungsgrades können die Metakonglomerate sogar noch primäre  Sedimentstrukturen wie gradierte Schichtung, Schrägschichtung und Schwerminerallagen aufweisen.

## Geodynamik
Das Narryer-Gneis-Terran ist von mehreren Deformationsphasen betroffen worden. Die erste Phase erfolgte im Zeitintervall 3730 bis 3680 Millionen Jahre BP noch vor der Entstehung des Meeberrie-Gneises, aber nach der Intrusion des Manfred-Komplexes. Die zweite Phase liegt bei 3350 Millionen Jahren BP; sie erreichte die Bedingungen der Amphibolit-Fazies unter gleichzeitiger Neukalibrierung der chronometrischen Isotopenverhältnisse. Die zwischen 2700 und 2600 Millionen Jahren gelegene Phase war am bedeutendsten, so kam es im Yilgarn-Kraton zu starkem Magmatismus, der zur Bildung von Granit-Grünsteingürteln führte. Diese letzte Phase hat die früheren Phasen gründlich überprägt, so dass die ursprünglichen Strukturen in den Nordost-streichenden, steilstehenden Faltenbau und parallel zur metamorphen Bänderung eingeregelt wurden. Dennoch konnten Strukturen der älteren Phasen in Bereichen geringerer tektonischer Spannung überleben.
Im Kontaktbereich zu benachbarten Orogenen und Überschiebungsgürteln des Proterozoikums wurde das Narryer-Gneis-Terran von deren späteren Deformationen erneut beeinträchtigt.

## Datierung
Aus den Metasedimenten kommen die meisten Altersbestimmungen für den Narryer-Gneis-Komplex. An detritischen Zirkonen konnte ein deutliches Maximum in der Altersverteilung zwischen 3750 und 3500 Millionen Jahren BP ermittelt werden. Nebenmaxima liegen bei 4200 bis 4100 Millionen Jahren BP und bei 3450 bis 3350 Millionen Jahren BP. Die bis über 4400 Millionen Jahre BP hinaus reichenden Rekordalter sind relativ selten.

### Zeitlicher Ablauf
Gemäß A. F. Trendall (1991) verlief die zeitliche Entwicklung des Narryer-Gneis-Terrans wie folgt:
- > 4100 Millionen Jahre BP: Entstehung des Wirtsgesteines (Paragneis) für den Manfred-Komplex.
- ca. 3780 Millionen Jahre BP: Eindringen des Manfred-Komplexes, einer ultramafisch-mafischen Lagenintrusion.
- 3730 bis 3680 Millionen Jahre BP: erste Deformationsphase.
- ca. 3680 bis 3600 Millionen Jahre BP: Entstehung des Meeberrie-Gneises.[8]
- 3680 bis 3400 Millionen Jahre BP: zweite Deformationsphase.
- 3490 bis 3440 Millionen Jahre BP: Der tonalitische bis monzogranitische Eurada-Gneis bildet sich.[7]
- 3400 Millionen Jahre BP (auch 3380 bis 3350 Millionen Jahre BP): Intrusion des Syenogranits, aus dem der Dugel-Gneis hervorgeht, aber auch Intrusion mafischer und ultramafischer Gänge.[8]
- 3400 bis 3350 Millionen Jahre BP: Ablagerung von Sedimenten, den späteren Metasedimenten.
- 3350–3300 Millionen Jahre BP: amphibolit- bis granulitfazielle Metamorphose (Wachstum von Ortho- und Klinopyroxenen).[9]
- 2700–2600 Millionen Jahre BP: Entstehung von granitischen Schichtintrusionen und Andocken an den Yilgarn-Kraton (Murchison-Terran) unter grünschiefer- bis granulitfaziellen Bedingungen.[10]
- 2000–1600 Millionen Jahre BP: Eindringen mafischer Gänge, die mit dem Gascoyne-Komplex und dem Capricorn-Orogen assoziiert sind.

## Bedeutung
Die in den Metasedimenten gefundenen Zirkone zeigen Häufigkeitsmaxima bei 4150 Millionen Jahren BP und im Intervall 3600 bis 3300 Millionen Jahre BP sowie Einzelfunde bei 4100 und 4130  Millionen Jahren BP. Am bedeutendsten ist sicher der aus den Metakonglomeraten der Jack Hills stammende Fund eines 4404 Millionen Jahre alten Zirkonkristalls, der weltweit das bisher älteste bekannte Mineral darstellt.
Die δ18O-Werte der Zirkone sind alle signifikant gegenüber dem Mantelwert von 5,3 ‰ SMOW erhöht, was auf Assimilierungsprozesse während des Aufschmelzvorganges schließen lässt. Um das hohe Isotopenverhältnis zu erlangen, mussten Sedimente oder hydrothermal beeinträchtigte Gesteine inkorporiert worden sein. Dies deutet darauf hin, dass die Erde zu diesem frühen Zeitpunkt in ihrer Entwicklungsgeschichte bereits eine Hydrosphäre besaß. Sie musste sich folglich in weniger als 100 Millionen Jahren seit der Bildung des Erdkerns und des Mondes soweit abgekühlt haben, dass sie flüssiges Wasser halten konnte. Diese Schlussfolgerung fällt in den Bereich der kühlen Früherde-Theorie (engl. Early Cool Earth, ECE).
Das 4004 Millionen Jahre alte Zirkon ist zoniert mit Hinblick auf Seltene Erden und δ18O-Werte. Auch diese Tatsache lässt auf magmatische Prozesse während ihres Wachstums schließen, wobei die Zonierung unterschiedliche Anteile suprakrustaler Assimilate zum Ausdruck bringt.